# Silicon Valley Classic

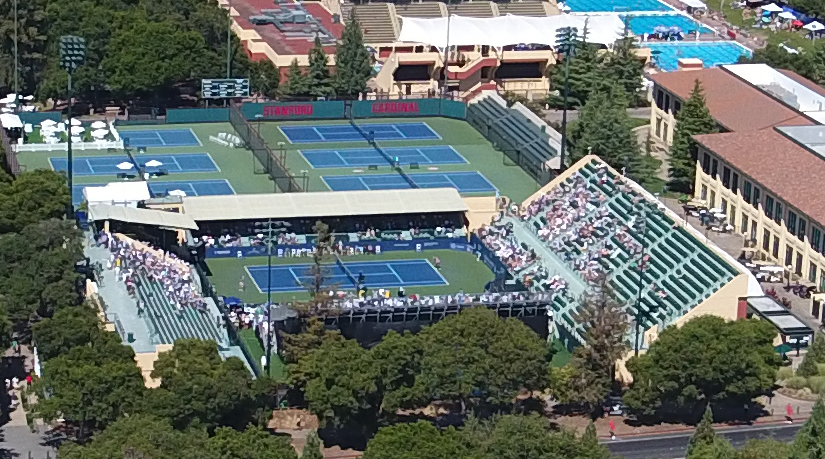

Silicon Valley Classic — колишній щорічний жіночий тенісний турнір, який до 2022 року проводився за спонсорства Mubadala Investment Company на кампусі Універститету штату в Сан-Хосе у каліфорнійському місті Сан-Хосе.
До 2017 року турнір мав назву Bank of the West Classic і проводився в Стенфорді, Каліфорнія, США, а до 1978 року турнір називався Сан-Франциско Вірджинія Слімз.  Перший трофей було розіграно  1971 року.
2023 року турнір було об'єднано з Washington Open.
Найбільшу кількість перемог в одиночному фіналі здобула Мартіна Навратілова: п'ять (1979—1980, 1988, 1991, 1993).

## Фінали

### Одиночний розряд
| Рік                     | Чемпіонка                    | Фіналістка                   | Рахунок                      |
| ----------------------- | ---------------------------- | ---------------------------- | ---------------------------- |
| 1971                    | Біллі Джин Кінг              | Розмарі Касалс               | 6–3, 6–4                     |
| 1972                    | Біллі Джин Кінг              | Керрі Мелвілл Рейд           | 7–6, 7–6                     |
| 1973                    | Маргарет Корт                | Керрі Мелвілл Рейд           | 6–3, 6–3                     |
| 1974                    | Біллі Джин Кінг              | Кріс Еверт                   | 7–6(2), 6–2                  |
| 1975                    | Кріс Еверт                   | Біллі Джин Кінг              | 6–1, 6–1                     |
| 1976                    | Кріс Еверт                   | Івонн Гулагонг Коулі         | 7–5, 7–6(2)                  |
| 1977                    | Сью Баркер                   | Вірджинія Вейд               | 6–3, 6–4                     |
| 1978                    | не проводився                | не проводився                | не проводився                |
| 1979                    | Мартіна Навратілова          | Кріс Еверт                   | 7–5, 7–5                     |
| 1980                    | Мартіна Навратілова          | Івонн Гулагонг Коулі         | 6–1, 7–6(4)                  |
| 1981                    | Андрея Єгер                  | Вірджинія Вейд               | 6–3, 6–1                     |
| 1982                    | Андрея Єгер                  | Кріс Еверт                   | 7–6(5), 6–4                  |
| 1983                    | Беттіна Бунге                | Сільвія Ганіка               | 6–3, 6–3                     |
| 1984                    | Гана Мандлікова              | Мартіна Навратілова          | 7–6(6), 3–6, 6–4             |
| 1985                    | Гана Мандлікова              | Кріс Еверт                   | 6–2, 6–4                     |
| 1986                    | Кріс Еверт                   | Кеті Джордан                 | 6–2, 6–4                     |
| 1987                    | Зіна Гаррісон                | Сільвія Ганіка               | 7–5, 4–6, 6–3                |
| 1988                    | Мартіна Навратілова          | Лариса Савченко-Нейланд      | 6–1, 6–2                     |
| 1989                    | Зіна Гаррісон                | Лариса Савченко-Нейланд      | 6–1, 6–1                     |
| ↓ Турнір II категорії ↓ |                              |                              |                              |
| 1990                    | Моніка Селеш                 | Мартіна Навратілова          | 6–3, 7–6(5)                  |
| 1991                    | Мартіна Навратілова          | Моніка Селеш                 | 6–3, 3–6, 6–3                |
| 1992                    | Моніка Селеш                 | Мартіна Навратілова          | 6–3, 6–4                     |
| 1993                    | Мартіна Навратілова          | Зіна Гаррісон                | 6–2, 7–6(1)                  |
| 1994                    | Аранча Санчес Вікаріо        | Мартіна Навратілова          | 1–6, 7–6(5), 7–6(5)          |
| 1995                    | Магдалена Малеєва            | Аї Сугіяма                   | 6–3, 6–4                     |
| 1996                    | Мартіна Хінгіс               | Моніка Селеш                 | 6–2, 6–0                     |
| 1997                    | Мартіна Хінгіс               | Кончіта Мартінес             | 6–0, 6–2                     |
| 1998                    | Ліндсі Девенпорт             | Вінус Вільямс                | 6–4, 5–7, 6–4                |
| 1999                    | Ліндсі Девенпорт             | Вінус Вільямс                | 7–6(1), 6–2                  |
| 2000                    | Вінус Вільямс                | Ліндсі Девенпорт             | 6–1, 6–4                     |
| 2001                    | Кім Клейстерс                | Ліндсі Девенпорт             | 6–4, 6–7(5), 6–1             |
| 2002                    | Вінус Вільямс                | Кім Клейстерс                | 6–3, 6–3                     |
| 2003                    | Кім Клейстерс                | Дженніфер Капріаті           | 4–6, 6–4, 6–2                |
| 2004                    | Ліндсі Девенпорт             | Вінус Вільямс                | 7–6(4), 5–7, 7–6(4)          |
| 2005                    | Кім Клейстерс                | Вінус Вільямс                | 7–5, 6–2                     |
| 2006                    | Кім Клейстерс                | Патті Шнідер                 | 6–4, 6–2                     |
| 2007                    | Анна Чакветадзе              | Саня Мірза                   | 6–3, 6–2                     |
| 2008                    | Александра Возняк            | Маріон Бартолі               | 7–5, 6–3                     |
| ↓ Прем'єр турнір WTA ↓  |                              |                              |                              |
| 2009                    | Маріон Бартолі               | Вінус Вільямс                | 6–2, 5–7, 6–4                |
| 2010                    | Вікторія Азаренко            | Марія Шарапова               | 6–4, 6–1                     |
| 2011                    | Серена Вільямс               | Маріон Бартолі               | 7–5, 6–1                     |
| 2012                    | Серена Вільямс               | Коко Вандевей                | 7–5, 6–3                     |
| 2013                    | Домініка Цібулкова           | Агнешка Радванська           | 3–6, 6–4, 6–4                |
| 2014                    | Серена Вільямс (3)           | Анджелік Кербер              | 7–6(7–1), 6–3                |
| 2015                    | Анджелік Кербер              | Кароліна Плішкова            | 6–3, 5–7, 6–4                |
| 2016                    | Джоанна Конта                | Вінус Вільямс                | 7–5, 5–7, 6–2                |
| 2017                    | Медісон Кіз                  | Коко Вандевей                | 7–6(7-4), 6–4                |
| 2018                    | Міхаела Бузернеску           | Марія Саккарі                | 6–1, 6–0                     |
| 2019                    | Чжен Сайсай                  | Орина Соболенко              | 6–3, 7–6(7–3)                |
| 2020                    | Не відбувся через COVID-2019 | Не відбувся через COVID-2019 | Не відбувся через COVID-2019 |
| ↓ WTA 500 ↓             |                              |                              |                              |
| 2021                    | Деніел Коллінз               | Дарія Касаткіна              | 6–3, 6–7(10–12), 6–1         |
| 2022                    | Дарія Касаткіна              | Шелбі Роджерс                | 6–7(2–7), 6–1, 6–2           |

### Парний розряд
| Рік                    | Чемпіони                              | Фіналісти                                     | Рахунок                      |
| ---------------------- | ------------------------------------- | --------------------------------------------- | ---------------------------- |
| 1971                   | Розмарі Касалс Біллі Джин Кінг        | Франсуаз Дюрр Енн Гейдон Джонс                | 6–4, 6–7, 6–1                |
| 1972                   | Розмарі Касалс Вірджинія Вейд         | Франсуаз Дюрр Джуді Тегарт Дальтон            | 6–3, 5–7, 6–2                |
| 1973                   | Маргарет Корт Леслі Гант              | Венді Овертон Валері Зігенфасс                | 6–1, 7–5                     |
| 1974                   | Кріс Еверт Біллі Джин Кінг            | Франсуаз Дюрр Бетті Стеве                     | 6–4, 6–2                     |
| 1975                   | Кріс Еверт Біллі Джин Кінг            | Розмарі Касалс Вірджинія Вейд                 | 6–2, 7–5                     |
| 1976                   | Біллі Джин Кінг Бетті Стеве           | Розмарі Касалс Франсуаз Дюрр                  | 6–4, 6–1                     |
| 1977                   | Керрі Мелвілл Рейд Грір Стівенс       | Сью Баркер Енн Кійомура                       | 6–3, 6–1                     |
| 1978                   | не проводився                         |                                               |                              |
| 1979                   | Розмарі Касалс Кріс Еверт             | Трейсі Остін Бетті Стеве                      | 3–6, 6–4, 6–3                |
| 1980                   | Сью Баркер Енн Кійомура               | Грір Стівенс Вірджинія Вейд                   | 6–0, 6–4                     |
| 1981                   | Розмарі Касалс Венді Тернбулл         | Мартіна Навратілова Вірджинія Вейд            | 6–1, 6–4                     |
| 1982                   | Барбара Поттер Шерон Волш             | Кеті Джордан Пем Шрайвер                      | 6–1, 3–6, 7–65               |
| 1983                   | Клаудія Коде-Кільш Ева Пфафф          | Розмарі Касалс Венді Тернбулл                 | 6–4, 4–6, 6–4                |
| 1984                   | Мартіна Навратілова Пем Шрайвер       | Розмарі Касалс Алісія Мултон                  | 6–2, 6–3                     |
| 1985                   | Гана Мандлікова Венді Тернбулл        | Розалін Фербанк Кенді Рейнольдс               | 4–6, 7–5, 6–1                |
| 1986                   | Гана Мандлікова Венді Тернбулл        | Бонні Гадусек Гелена Сукова                   | 7–65, 6–1                    |
| 1987                   | Гана Мандлікова Венді Тернбулл        | Зіна Гаррісон Габріела Сабатіні               | 6–4, 7–64                    |
| 1988                   | Розмарі Касалс Мартіна Навратілова    | Гана Мандлікова Яна Новотна                   | 6–4, 6–4                     |
| 1989                   | Петті Фендік Джил Гетерінгтон         | Лариса Савченко Наташа Звєрєва                | 7–5, 3–6, 6–2                |
| 1990                   | Мередіт Макграт Енн Сміт              | Розалін Фербанк Робін Вайт                    | 2–6, 6–0, 6–4                |
| 1991                   | Петті Фендік Джиджі Фернандес         | Мартіна Навратілова Пем Шрайвер               | 6–4, 7–5                     |
| 1992                   | Джиджі Фернандес Наташа Звєрєва       | Розалін Фербенк Гретхен Магерс                | 3–6, 6–2, 6–4                |
| 1993                   | Петті Фендік Мередіт Макграт          | Аманда Кетцер Інес Горрочатегуї               | 6–2, 6–0                     |
| 1994                   | Ліндсі Девенпорт Аранча Санчес        | Джиджі Фернандес Мартіна Навратілова          | 7–5, 6–4                     |
| 1995                   | Лорі Макнейл Гелена Сукова            | Катріна Адамс Зіна Гаррісон-Джексон           | 3–6, 6–4, 6–3                |
| 1996                   | Ліндсі Девенпорт Мері Джо Фернандес   | Іріна Спирля Наталі Тозья                     | 6–1, 6–3                     |
| 1997                   | Ліндсі Девенпорт Мартіна Хінгіс       | Кончіта Мартінес Патрісія Тарабіні            | 6–1, 6–3                     |
| 1998                   | Ліндсі Девенпорт Наташа Звєрєва       | Лариса Савченко-Нейланд Олена Татаркова       | 6–4, 6–4                     |
| 1999                   | Ліндсі Девенпорт Коріна Мораріу       | Анна Курникова Олена Лиховцева                | 6–4, 6–4                     |
| 2000                   | Чанда Рубін Сандрін Тестю             | Кара Блек Емі Фрейзієр                        | 6–4, 6–4                     |
| 2001                   | Дженет Лі Вінне Пакусья               | Ніколь Арендт Каролін Віс                     | 3–6, 6–3, 6–3                |
| 2002                   | Ліза Реймонд Ренне Стаббс             | Жанетт Гусарова Кончіта Мартінес              | 6–1, 6–1                     |
| 2003                   | Кара Блек Ліза Реймонд                | Чо Юнчун Франческа Ск'явоне                   | 7–65, 6–1                    |
| 2004                   | Елені Даніліду Ніколь Пратт           | Івета Бенешова Клодін Шоль                    | 6–2, 6–4                     |
| 2005                   | Кара Блек Ренне Стаббс                | Олена Лиховцева Віра Звонарьова               | 6–3, 7–5                     |
| 2006                   | Анна-Лена Гренефельд Шахар Пеєр       | Марія Елена Камерін Хісела Дулко              | 6–1, 6–4                     |
| 2007                   | Саня Мірза Шахар Пеєр                 | Вікторія Азаренко Анна Чакветадзе             | 6–4, 7–65                    |
| 2008                   | Кара Блек Лізель Губер                | Олена Весніна Віра Звонарьова                 | 6–4, 6–3                     |
| ↓ Premier tournament ↓ |                                       |                                               |                              |
| 2009                   | Серена Вільямс Вінус Вільямс          | Чжань Юнжань Моніка Нікулеску                 | 6–4, 6–1                     |
| 2010                   | Ліндсі Девенпорт Лізель Губер         | Чжань Юнжань Чжен Цзє                         | 7–5, 6–78, 10–8              |
| 2011                   | Вікторія Азаренко Марія Кириленко     | Лізель Губер Ліза Реймонд                     | 6–1, 6–3                     |
| 2012                   | Марина Еракович Гезер Вотсон          | Ярміла Ґайдошова Ваня Кінґ                    | 7–5, 7–67                    |
| 2013                   | Ракель Копс-Джонс Абігейл Спірс       | Юлія Ґерґес Дарія Юрак                        | 6–2, 7–6(7–4)                |
| 2014                   | Гарбінє Мугуруса Карла Суарес Наварро | Паула Каня Катержина Сінякова                 | 6–2, 4–6, [10–5]             |
| 2015                   | Сю Іфань Чжен Сайсай                  | Анабель Медіна Гаррігес Аранча Парра Сантонха | 6–1, 6–3                     |
| 2016                   | Ракель Атаво (2) Абігейл Спірс (2)    | Дарія Юрак Анастасія Родіонова                | 6–3, 6–4                     |
| 2017                   | Абігейл Спірс (3) Коко Вандевей       | Алізе Корне Аліція Росольська                 | 6–2, 6–3                     |
| 2018                   | Латіша Чжань Квета Пешке              | Людмила Кіченок Надія Кіченок                 | 6–4, 6–1                     |
| 2019                   | Ніколь Меліхар Квета Пешке (2)        | Аояма Сюко Ена Сібахара                       | 6–4, 6–4                     |
| 2020                   | Не відбувся через COVID-2019          | Не відбувся через COVID-2019                  | Не відбувся через COVID-2019 |
| ↓ WTA 500 ↓            |                                       |                                               |                              |
| 2021                   | Дарія Юрак Андрея Клепач              | Габріела Дабровскі Луїза Стефані              | 6–1, 7–5                     |
| 2022                   | Сюй Їфань (2) Ян Чжаосюань            | Аояма Сюко Чжань Хаоцін                       | 7–5, 6–0                     |